# 耐火構造
耐火構造（たいかこうぞう）とは、建築物の部分の構造のうち、建築基準法施行令第107条で定める技術的基準に適合する耐火性能を持つ構造部分を指す。耐火性能は建物の用途や規模、地域により、建築物の部分に要求され、30分から3時間（180分）まで部位等によって定められている。告示に例示される構造以外の構造を用いて耐火性能が必要な建築物を建築する場合には、国土交通省が指定した性能評価機関で要求性能が満足することを試験等の結果から確認した「国土交通大臣の認定を受けたもの（大臣認定品）」を使用する必要がある。

## 関連文書
- 建築基準法第2条第七号（耐火構造）
- 平成12年建設省告示第1399号（耐火構造の構造方法を定める件）